# Lindsey Pearlman
Lindsey Erin Pearlman (Chicago 5 de outubro de 1978 –  Hollywood, California 18 de fevereiro de 2022) foi uma atriz americana conhecida por seus papéis em General Hospital e Chicago Justice.

## Vida pessoal
Pearlman nasceu em 5 de outubro de 1978, em Chicago, Illinois. Ela era casada com Vance Smith, um produtor de TV.
Em 16 de fevereiro de 2022, ela foi dada como desaparecida à Polícia de Los Angeles (LAPD). A polícia encontrou seu corpo em 18 de fevereiro, depois de responder a uma chamada de rádio para uma investigação de morte na esquina da Avenida Franklin com a Avenida North Sierra Bonita. A causa da morte não foi divulgada inicialmente, aguardando análise do legista. Após a realização da autópsia, foi reportado que a atriz foi encontrada morta dentro do seu automóvel, mas a causa da morte foi dada como inconclusiva, pendente de mais investigações. Sua prima, Savannah Pearlman, chegou a divulgar, em seu Twitter, a linha de apoio a pessoas com pensamentos suicidas, dando a entender que esta pode ser sido a causa da morte.
No dia 23 de fevereiro, o site TMZ publicou que a atriz deixou duas notas de suicídio e que foram encontrados comprimidos ao redor de seu corpo. Relata também que ela enfrentava períodos de depressão profunda há anos. Não há confirmação oficial de suicídio.

## Carreira
Pearlman era membro do The Second City Conservatory. Ela retornou em Chicago Justice, no papel de Joy Fletcher, por cinco episódios. Ela também teve papéis como convidada em Sneaky Pete, American Housewife, The Purge e General Hospital.
Em 2021, ela retornou como Martha em The Ms. Pat Show, e como Karen em Vicious.